# Erannis capreolaria
Erannis capreolaria là một loài bướm đêm trong họ Geometridae.